# Kristian Kolby
Kristian Kolby (ur. 9 października 1978 roku w Ringkøbingu) – duński kierowca wyścigowy.

## Kariera
Kolby rozpoczął karierę w wyścigach samochodowych w 1994 roku od startów w Formule Vauxhall Lotus. Z dorobkiem 68 punktów uplasował się tam na siódmej pozycji w klasyfikacji generalnej. W późniejszych latach pojawiał się także w stawce Formuły Opel Lotus, Festiwalu Formuły Ford, Brytyjskiej Formuły Ford, Formuły Ford Slick 50, Brytyjskiej Formuły Renault, Masters of Formula 3, Grand Prix Makau, Brytyjskiej Formuły 3, Włoskiej Formuły 3000, 24h Le Mans, Danish Touringcar Championship, Formuły 3000, CART PPG/Dayton Indy Lights Championship oraz American Le Mans Series.
W Formule 3000 Duńczyk startował w latach 2000, 2002. Jedynie w pierwszym sezonie startów punktował. Uzbierane dwa punkty dały mu 23 miejsce w końcowej klasyfikacji kierowców.